# Seattle Post-Intelligencer
Il Seattle Post-Intelligencer (comunemente conosciuto come Seattle P-I, come Post-Intelligencer, o anche semplicemente come P-I) è un giornale on line ed ex giornale cartaceo che si occupa dell'area di Seattle, nello Stato di Washington, e dell'area circostante. Il giornale venne fondato inizialmente nel 1863 come settimanale dal nome Seattle Gazette, successivamente divenne quotidiano e venne pubblicato in formato broadsheet fino al 17 marzo 2009, quando venne trasformato in un giornale on line. Prima di cessare la pubblicazione cartacea, il Post-Intelligencer era uno dei due giornali di Seattle, insieme al The Seattle Times.

## Storia
Il P-I, primo giornale di Seattle, venne fondato il 10 dicembre 1863 come Seattle Gazette da J.R. Watson. Il giornale fallì dopo pochi anni e venne cambiato il nome in Weekly Intelligencer nel 1867 da un nuovo proprietario, Sam Maxwell. Nel 1881, l'Intelligencer si fuse con il Seattle Post. Il nome venne modificato per combinare i due nomi e acquisì quello attuale.
Nel 1911 la diffusione si attestava a circa 31,000 unità giornaliere. Nel 1912, l'editore Eric W. Allen lasciò il giornale per fondare la Scuola di giornalismo dell'University of Oregon, dove rimase fino alla sua morte nel 1944.
William Randolph Hearst acquisì il giornale nel 1921. La Hearst Corporation è proprietaria del giornale P-I ancora oggi.
Franklin e Eleanor Roosevelt ebbero una relazione speciale con il P-I. Nel 1936, il loro genero, John Boettiger, divenne un inserzionista del giornale. Portò sua moglie, Anna, la figlia di Roosevelt, a lavorare anch'essa per il giornale. Anna divenne editrice della pagina dedicata alle donne. Boettiger lasciò Seattle per entrare a far parte dell'esercito americano nell'aprile del 1943, mentre Anna rimase al giornale per aiutare a mantenere una voce libera all'interno della redazione. Dopo la partenza di Boettiger, il giornale divenne sempre più conservatore a causa del nuovo editore Hearst. Anna lasciò Seattle nel dicembre 1943 per vivere alla Casa bianca con il suo figlio più piccolo, Johnny. Questo pose fine al legame Roosevelt-Boettiger con il P-I.
Il 15 dicembre 2006, non vennero stampate copie del giornale a causa dell'assenza di corrente elettrica causata dal tornado che investì il nord est del Oceano Pacifico. È stata la prima sospensione in 70 anni di pubblicazioni senza sosta.
Il 9 gennaio 2009, la Hearst Corporation annunciò che la testata, a causa delle perdite registrate ogni anno dal 2000, era in vendita. Il giornale sarebbe rimasta sul mercato per 60 giorni e se non si fosse trovato un compratore in quei giorni, si sarebbe trasformato o in un giornale on line, con una riduzione drastica dello staff, o sarebbe stato chiuso definitivamente. La notizia della vendita della testata giornalistica venne anticipata dall'emittente televisiva locale KING-TV la notte prima dell'annuncio ufficiale, ed arrivò come una sorpresa dallo staff del P-I' e per i proprietari del giornale concorrente, The Seattle Times.
Gli analisti non si aspettavano che un compratore potesse arrivare, a causa del declino delle vendite dell'industria giornalistica americana e per la presenza di altre testate giornalistiche invendute sul mercato. Cinque giorni prima della fine dei 60 giorni, il P-I riportò che la Hearst Corporation aveva proposto a molti reporter del P-I offerte di lavoro per l'edizione on line del giornale.
Il 16 marzo 2009, il giornale pubblicò un articolo in prima pagina, seguito da una storia all'interno del giornale, che spiegava che l'edizione del giorno successivo sarebbe stata l'ultima ad andare in stampa. L'editore del giornale, Roger Oglesby, dichiarò che il P-I avrebbe continuato ad esistere come giornale on line. Gli abbonati al cartaceo avrebbero avuto il loro abbonamento spostato in automatico al Seattle Times a partire dal 18 marzo.
Il P-I è tra i più letti giornali on line degli Stati Uniti, e nel 2009 ha superato regolarmente per numero di pagine viste e per numero di visitatori unici il suo maggiore concorrente, il Times.

## Joint Operating Agreement - "JOA" (Joint venture mediatica)
Dal 1983 al 2009, il P-I e il The Seattle Times hanno siglato una joint venture per lo sfruttamento della pubblicità, per ridurre i costi di produzione, per il marketing e hanno entrambi affidato la distribuzione alla Seattle Times Company. Hanno continuato a mantenere notizie e linee editoriali differenti. I giornali hanno pubblicato un'edizione combinata per la domenica, anche se il Times inseriva contenuti editoriali più grandi mentre il P-I dava meno spazio a questi contenuti.
Nel 2003 Times ha cercato di cancellare il JOA, citando una clausola nel Joa che tre anni consecutivi di perdite sono possono essere usate per l'annullamento del contratto. Hearst non era d'accordo ed immediatamente si è mossa per evitare che il Times cancellasse l'accordo. La Hearst sostenne che le perdite del Times nel 2000 e nel 2001 erano causate da motivi di forza maggiore, infatti erano il risultato di eventi straordinari (causate da sette settimane di sciopero).
Le due controparti si accusarono a vicenda pubblicamente tentando di mettere fuori gioco i rivali. Il giudice del processo si promulgò in favore della Hearst giudicando giusta la forza maggiore. Ma dopo due appelli, la corte suprema dello Stato di Washington si promulgò in favore del Times il 30 giugno del 2005 invertendo la sentenza del primo tribunale. I due giornali risolsero la questione il 16 aprile del 2007.
Il JOA è stato interrotto nel 2009 con la cessazione dell'edizione cartacea del P-I.

## Riconoscimenti
Il P-I è conosciuto per il suo disegnatore di vignette due vote vincitore del Premio Pulitzer, David Horsey.

### Report sul giudice Gary Little
Giornalismo investigativo su il giudice della corte suprema della contea di King Gary Little circa la sua vita extra giudiziaria hanno portato alla luce alcune molestie sessuali verso minori che il giudice avrebbe praticato mentre era insegnante alla Lakeside School, scuola esclusiva di Seattle, tra il 1968 e il 1971. Ha inoltre rivelato contatti inappropriati tra Little e giovani ragazzi anche dopo essere diventato un giudice. Il 19 agosto del 1988, dopo che il reporter Duff Wilson aveva chiamato il giudice per avvisarlo che il giornale stava per pubblicare la notizia, Little si sparò all'interno del tribunale. Il dibattito etico circa la pubblicazione della storia e la rete di connessioni che protesse Little – sono affrontati nelle classi di giornalismo di tutto il paese e portarono ad una riforma su come i giudici sono disciplinati nello Stato di Washington.

### Condotta disdicevole
Nel 2006 il P-I è stato soggetto ad una denuncia da parte del Comitato gironalistico di Washington per i suoi articoli relativi all'ufficio dello Sceriffo della contea di King. Il comitato di controllo dei media si è pronunciato contro il P-I, concordando con denuncia dello sceriffo Sue Rahr secondo la quale il giornale aveva ingiustamente denigrato l'ufficio dello sceriffo. Il P-I ha rifiutato di partecipare al procedimento, ed ha optato invece per dare una risposta dettagliata sul suo sito web.

## The P-I Globe
The P-I is known for the 18.5-ton, 30-ft neon globe atop its headquarters on the Elliott Bay waterfront, which features the words "It's in the P-I" rotating around the globe and an eagle perched atop with wings stretched upwards. The globe was conceived around 1949 in a readers contest to determine a new symbol for the paper. In the time since, the globe has become a city landmark that to locals is as iconic as the Space Needle. A stylized rendering of the globe appeared on the masthead of the newspaper in its latter years and continues to be featured on its website.

## Impiegati famosi
Tra i più importanti giornalisti che hanno lavorato al P-I troviamo gli scrittori E.B. White, Frank Herbert e Tom Robbins e il reporter vincitore del premio per gli affari legali Tracy Johnson.